# Robert Finlay, 1:e viscount Finlay
Robert Bannatyne Finlay, 1:e viscount Finlay, född 11 juli 1842 och död 9 mars 1929, var en engelsk jurist av skotsk börd.
Efter medicinska och juridiska studier blev Finlay advokat 1867. Han var med korta avbrott konservativ ledamot av underhuset 1885-1916, solicitor general 1895-1900 och attorney general 1900-1905 i konservativa ministärer, samt lordkansler 1916-18. Filnay upphöjdes 1919 till viscount Finlay 1919. Han anlitades ofta i folkrättsliga tvister och var 1920 ledamot av permanenta skiljedomstolen i Haag.